# Promops nasutus
Promops nasutus es una especie de murciélago de la familia Molossidae nativo de América del Sur.
Se encuentra en Argentina, Bolivia, Paraguay, Brasil, Ecuador, Venezuela, Guayana, Surinam y Trinidad y Tabago.

## Importancia sanitaria
Esta especie es considerada como vector biológico de la rabia.